# Associazione Sportiva Reggina 1984-1985
Questa pagina raccoglie i dati riguardanti l'Associazione Sportiva Reggina nella stagione 1984-1985.

## Stagione
La squadra ha concluso il girone B della Serie C1 1984-1985 al quindicesimo, a pari punti con la Cavese. In virtù di una peggiore classifica avulsa, la Reggina retrocede in Serie C2. Alla guida della squadra si alternano due allenatori: Claudio Tobia viene confermato alla guida della squadra, ma poi viene esonerato e sostituito da Nicola Chiricallo. Lo stesso Chiricallo viene esonerato, ed al suo posto viene reintegrato Tobia. Lo sponsor di maglia fu Jonicagrumi

## Rosa
| N. |                   | Ruolo | Calciatore        |
| -- | ----------------- | ----- | ----------------- |
| -  | Italia (bandiera) | P     | Santo Giordano    |
| -  | Italia (bandiera) | P     | Ernani Ritrovato  |
| -  | Italia (bandiera) | D     | Paolo De Giovanni |
| -  | Italia (bandiera) | D     | Mario Ardizzon    |
| -  | Italia (bandiera) | A     | Mauro Vittiglio   |
| -  | Italia (bandiera) | C     | Franco Mondello   |
| -  | Italia (bandiera) | D     | Marco Cacitti     |
| -  | Italia (bandiera) | D     | Paolo Saviano     |
| -  | Italia (bandiera) | A     | Sossio Perfetto   |
| -  | Italia (bandiera) | A     | Diego Spinella    |

| N. |                   | Ruolo | Calciatore               |
| -- | ----------------- | ----- | ------------------------ |
| -  | Italia (bandiera) | C     | Roberto Chiancone        |
| -  | Italia (bandiera) | C     | Arcangelo Sciannimanico  |
| -  | Italia (bandiera) | A     | Marco Fracas             |
| -  | Italia (bandiera) | C     | Gaetano Aprea            |
| -  | Italia (bandiera) | D-C   | Pietro Lauri             |
| -  | Italia (bandiera) | D     | Giuseppe Geria           |
| -  | Italia (bandiera) | C     | Antonio Moccia           |
| -  | Italia (bandiera) | C     | Paolo Crucitti           |
| -  | Italia (bandiera) | D     | Salvatore Antonio Nobile |
| -  | Italia (bandiera) | C     | Roberto Tavola           |

## Risultati

### Campionato

#### Girone di andata
| 23 settembre 1984 1ª giornata | Reggina | 0 – 2 | Campania |  |

| 30 settembre 1984 2ª giornata | Cavese | 1 – 0 | Reggina |  |

| 7 ottobre 1984 3ª giornata | Monopoli | 0 – 0 | Reggina |  |

| 14 ottobre 1984 4ª giornata | Reggina | 1 – 0 | Barletta |  |

| 21 ottobre 1984 5ª giornata | Akragas | 1 – 0 | Reggina |  |

| 28 ottobre 1984 6ª giornata | Reggina | 0 – 0 | Ternana |  |

| 4 novembre 1984 7ª giornata | Casertana | 2 – 1 | Reggina |  |

| 11 novembre 1984 8ª giornata | Reggina | 1 – 1 | Catanzaro |  |

| 18 novembre 1984 9ª giornata | Messina | 1 – 0 | Reggina |  |

| 25 novembre 1984 10ª giornata | Reggina | 1 – 1 | Foggia |  |

| 2 dicembre 1984 11ª giornata | Cosenza | 2 – 0 | Reggina |  |

| 9 dicembre 1984 12ª giornata | Reggina | 2 – 1 | Francavilla |  |

| 16 dicembre 1984 13ª giornata | Nocerina | 3 – 0 | Reggina |  |

| 23 dicembre 1984 14ª giornata | Reggina | 2 – 2 | Salernitana |  |

| 6 gennaio 1985 15ª giornata | Casarano | 1 – 0 | Reggina |  |

| 13 gennaio 1985 16ª giornata | Reggina | 2 – 2 | Palermo |  |

| 20 gennaio 1985 17ª giornata | Benevento | 2 – 1 | Reggina |  |

#### Girone di ritorno
| 3 febbraio 1985 18ª giornata | Campania | 0 – 0 | Reggina |  |

| 10 febbraio 1985 19ª giornata | Reggina | 0 – 0 | Cavese |  |

| 17 febbraio 1985 20ª giornata | Reggina | 1 – 1 | Monopoli |  |

| 24 febbraio 1985 21ª giornata | Barletta | 2 – 1 | Reggina |  |

| 3 marzo 1985 22ª giornata | Reggina | 1 – 0 | Akragas |  |

| 10 marzo 1985 23ª giornata | Ternana | 0 – 0 | Reggina |  |

| 17 marzo 1985 24ª giornata | Reggina | 0 – 0 | Casertana |  |

| 24 marzo 1985 25ª giornata | Catanzaro | 4 – 2 | Reggina |  |

| 6 aprile 1985 26ª giornata | Reggina | 2 – 1 | Messina |  |

| 14 aprile 1985 27ª giornata | Foggia | 0 – 2 | Reggina |  |

| 21 aprile 1985 28ª giornata | Reggina | 2 – 1 | Cosenza |  |

| 5 maggio 1985 29ª giornata | Francavilla | 1 – 1 | Reggina |  |

| 12 maggio 1985 30ª giornata | Reggina | 2 – 0 | Nocerina |  |

| 19 maggio 1985 31ª giornata | Salernitana | 0 – 0 | Reggina |  |

| 26 maggio 1985 32ª giornata | Reggina | 1 – 0 | Casarano |  |

| 2 giugno 1985 33ª giornata | Palermo | 1 – 0 | Reggina |  |

| 9 giugno 1985 34ª giornata | Reggina | 2 – 0 | Benevento |  |

## Piazzamenti
- Serie C1: 15º posto. Retrocessa in Serie C2.